# HK Spišská Nová Ves
Der HK Spišská Nová Ves ist ein slowakischer Eishockeyklub der Stadt Spišská Nová Ves, der 1934 gegründet wurde und seit 2021 wieder in der slowakischen Tipos Extraliga spielt. Seine Heimspiele trägt der Verein im Zimný štadión Spišská Nová Ves aus, das 6500 Zuschauer fasst.

## Geschichte
1922 wurde in Spišská Nová Ves der Atleticky Club Spišská Nová Ves gegründet. Ab 1924 wurde Spišská Nová Ves Eishockey gespielt, so dass 1934 eine Eishockeyabteilung innerhalb des AC gegründet wurde. Während des Zweiten Weltkriegs wurde kein Eishockey gespielt, aber in den 1950er Jahren nahm der in Lokomotíva umbenannte Verein wieder am regionalen Spielbetrieb teil. Vor der Spielzeit 1960/61 wurden in der Tschechoslowakei alle Sportspielklassen reorganisiert. Ab 1973 nahm der Verein an der 1. SNHL, der geteilten zweiten Spielklasse der Tschechoslowakei, teil. Am Ende der Spielzeit 1990/91 konnte in dieser Liga der Vizemeistertitel erreicht werden.
Mit der Neuordnung der Ligen im Rahmen der Unabhängigkeit der Slowakei wurde der HK VTJ Spišská Nová Ves in die höchste Spielklasse der Slowakei, die Extraliga aufgenommen. Doch schon zwei Jahre später erfolgte der Abstieg in die zweite Spielklasse, die 1. Liga. Wiederum ein Jahr später erreichte der Verein die Meisterschaft der 1. Liga und schaffte den Wiederaufstieg in die Extraliga. Bis 2000 hielt das Team sich in der Extraliga und erreichte zweimal das Playoff-Viertelfinale. 2000 folgte der erneute Abstieg in die 1. Liga, die der Verein weitere zwei Jahre später Richtung Extraliga verließ. 2003 stieg der HK Spišská Nová Ves wieder in die 1. Liga ab. 2007 erreichte er das Playoff-Finale, scheiterte aber mit 4:2 am MHK SkiPark Kežmarok. 2008 drang der Klub erneut bis ins Finale vor, aber verlor die Finalserie mit 1:4 gegen den HC 05 Banská Bystrica.
Am Ende der Saison 2008/09 besiegte die Mannschaft aus Spišská Nová Ves den ŠHK 37 Piešťany in der Playoff-Finalserie mit 3:1 und gewann damit die dritte Meisterschaft der Liga. Zudem qualifizierte sie sich damit für die Extraliga-Relegation.  In dieser setzte sie sich mit 4:1 gegen den MHK Kežmarok durch und stieg damit nach sechs Jahren Zweitklassigkeit wieder in die Extraliga auf. Ein Jahr später folgte der Wiederabstieg. Nach dem Abstieg platzierte sich der Klub regelmäßig im Vorderfeld der 1. Liga und erreichte 2015 erneut das Playoff-Finale. Anschließend folgten einige Jahre im Mittelfeld der Liga, ehe 2021 durch einen 4:1-Erfolg über die Vlci Žilina der erneute Aufstieg in die Extraliga erreicht wurde.

## Platzierungen

### Bis 1993 in der 1. SNHL
- 1973/74: 11. Platz
- 1974/75: 12. Platz
- 1976/77: 11. Platz
- 1977/78: 8. Platz
- 1978/79: 7. Platz
- 1979/80: 11. Platz
- 1980/81: 9. Platz
- 1981/82: 9. Platz
- 1982/83: 12. Platz
- 1983–1989: 2. SNHL
- 1989/90: 10. Platz
- 1990/91: 2. Platz
- 1991/92: 3. Platz
- 1992/93: 6. Platz

### Seit 1993
| Saison    | Hauptrunde | Endrunde                                                                 |
| --------- | ---------- | ------------------------------------------------------------------------ |
| 1993/94   | 7. Platz   |                                                                          |
| 1994/95   | 10. Platz  | Abstieg                                                                  |
| 1995/96   | 1. Platz   | Meister der 1. Liga, Aufstieg                                            |
| 1996/97   | 9. Platz   |                                                                          |
| 1997/98   | 8. Platz   | Playoff-Viertelfinale, 0:3 gegen HC Slovan Bratislava                    |
| 1998/99   | 8. Platz   | Playoff-Viertelfinale, 0:3 gegen HC Slovan Bratislava                    |
| 1999/2000 | 8. Platz   | Abstieg                                                                  |
| 2000/01   | 4. Platz   | −                                                                        |
| 2001/02   | 1. Platz   | Meister der 1. Liga, Relegation 4:2 gegen HKm Nitra                      |
| 2002/03   | 10. Platz  | Abstieg                                                                  |
| 2003/04   | 6. Platz   | Playoff-Viertelfinale 0:3 gegen HC Topoľčany                             |
| 2004/05   | 7. Platz   | Playoff-Viertelfinale 0:4 gegen HC Topoľčany                             |
| 2005/06   | 6. Platz   | Playoff-Viertelfinale 2:4 gegen HK 95 Považská Bystrica 2:4              |
| 2006/07   | 1. Platz   | Playoff-Finale 2:4 gegen MHK Kežmarok                                    |
| 2007/08   | 1. Platz   | Playoff-Finale 1:4 gegen HC 05 Banská Bystrica 1:4                       |
| 2008/09   | 1. Platz   | Meister der 1. Liga, Relegation 4:1 gegen MHK SkiPark Kežmarok, Aufstieg |
| 2009/10   |            | Abstieg aus der Extraliga                                                |
| 2010/11   | 3. Platz   |                                                                          |
| 2011/12   | 6. Platz   |                                                                          |

## Bekannte ehemalige Spieler
- Ľubomír Vaic
- Martin Štrbák
- Igor Liba
- Ladislav Karabín
- Pavol Rybár
- Stanislav Jasečko
- Martin Zajac
- Ladislav Ščurko